# Американська в'язниця (книга)
Американська в'язниця: репортерська подорож під прикриттям у справах покарання (American Prison: A Reporter's Undercover Journey into the Business of Punishment) — книга Шейна Бауера, видавництва Penguin Press, про ув'язнених США і використання приватних в'язниць.
Бауер працював в виправному центрі Вінфілду в Вінн, потім в Американській виправній корпорації, під прикриттям в 2014. Книга заснована на його досвіді, які спочатку були опубліковані в 2016 році в журналі Mother Jones стаття була написана особисто Бауером. Книга була опублікована 18 вересня, 2018. Бауер чередував обговорення свого досвіду у Вінні та історії ув'язнених в США.